# Lagonda 2.6 Litre
Lagonda 2.6 Litre är en personbil, tillverkad av den brittiska biltillverkaren Lagonda mellan 1948 och 1953. Därefter tillverkades den uppdaterade Lagonda 3 Litre fram till 1958.

## Lagonda 2.6 Litre
Lagonda hade börjat arbeta på en ersättare för sina mellankrigsmodeller redan under andra världskriget. Bilen byggdes på en separat ram men fick i övrigt moderna lösningar som hydrauliska bromsar, kuggstångsstyrning och individuell hjulupphängning runt om. Framvagnen hade dubbla tvärlänkar och skruvfjädrar, bak användes pendelaxel och torsionsstavar. Lagondas designer Frank Feeley hade ritat en sedankaross med självmordsdörrar fram och W O Bentley hade tagit fram en ny 6-cylindrig radmotor med dubbla överliggande kamaxlar.
Utvecklingen av den nya modellen var kostsam och 1948 tvingades Alan Good sälja Lagonda till entreprenören David Brown, som framför allt var ute efter Bentleys motor för att användas av Browns andra biltillverkare, Aston Martin. Tillverkningen av Lagonda 2.6 Litre startade senare samma år och 1949 tillkom en öppen fyrsitsig cabriolet, tillverkad av Tickford i Newport Pagnell.

## Lagonda 3 Litre
Designutvecklingen gick fort i början av 1950-talet och Feeleys kaross såg snart gammalmodig ut. Tickford byggde en liten serie moderna sedankarosser på 2.6 Litre-chassit och Lagonda bestämde sig för att sätta den i serieproduktion på efterträdaren 3 Litre från 1953. Bilen fick även en större motor för att hantera den ökade vikten. I övrigt var tekniken densamma som hos företrädaren. Tickford fortsatte att tillhandahålla fyrsitsiga coupé- och cabriolet-karosser.

## Motor
| Modell    | Motor               | Cylindervolym | Effekt | Bränslesystem       |
| --------- | ------------------- | ------------- | ------ | ------------------- |
| 2.6 Mk I  | 6-cyl radmotor DOHC | 2580 cm³      | 105 hk | Dubbla SU-förgasare |
| 2.6 Mk II | 6-cyl radmotor DOHC | 2580 cm³      | 125 hk | Dubbla SU-förgasare |
| 3 Litre   | 6-cyl radmotor DOHC | 2922 cm³      | 142 hk | Dubbla SU-förgasare |

## Bilder

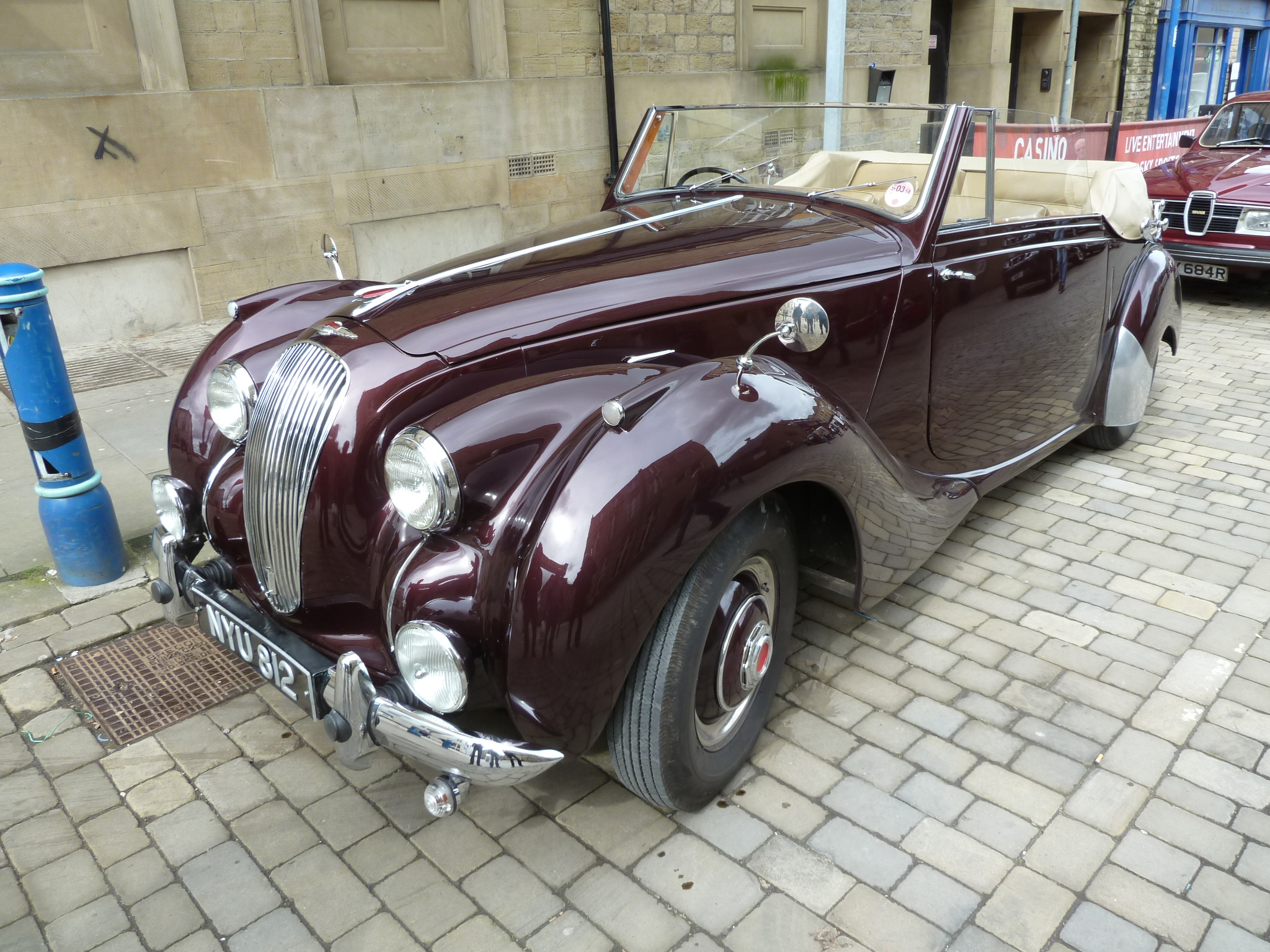
Lagonda 2.6 Litre dhc 1953
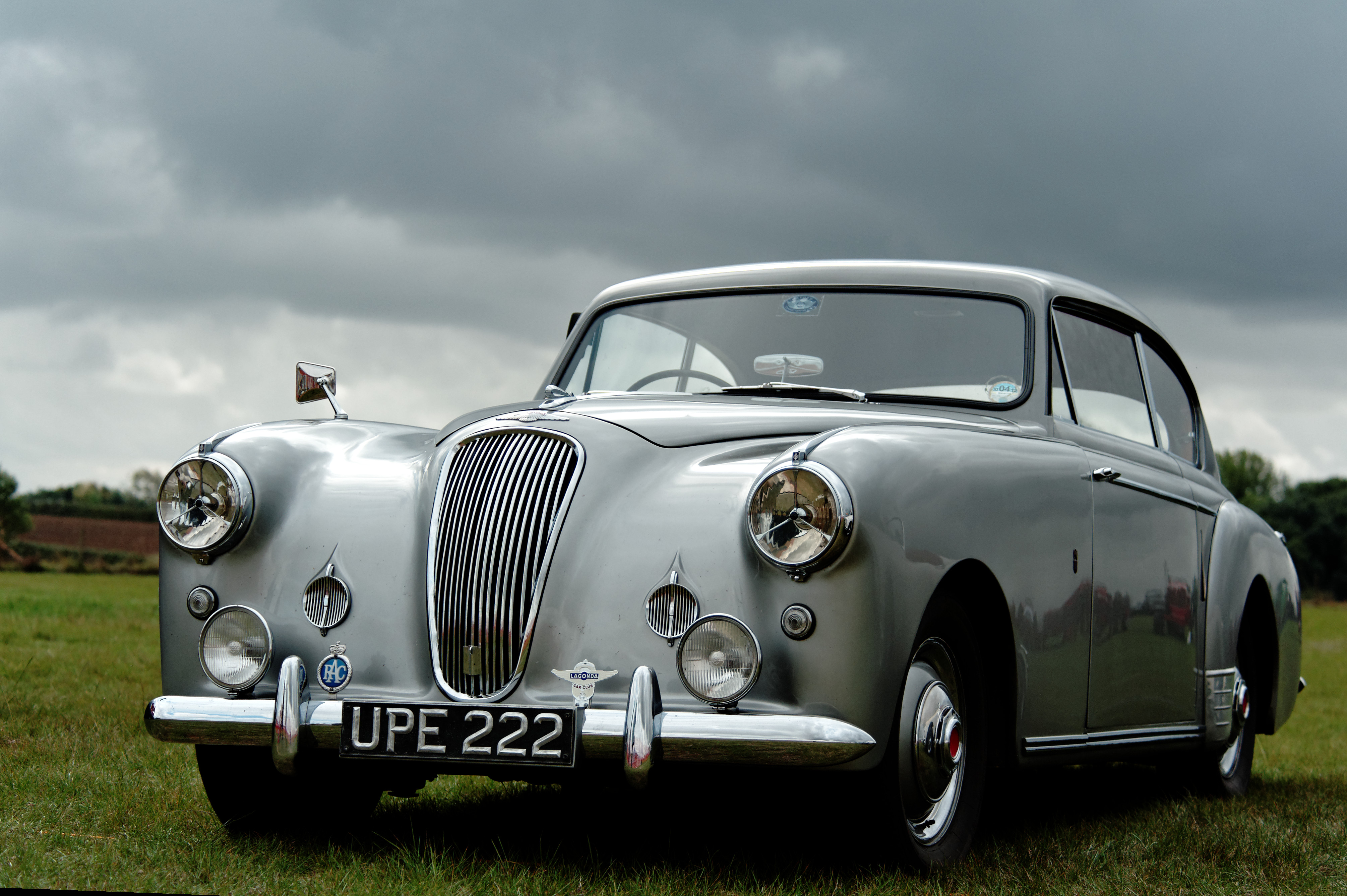
Lagonda 3 Litre fhc 1954
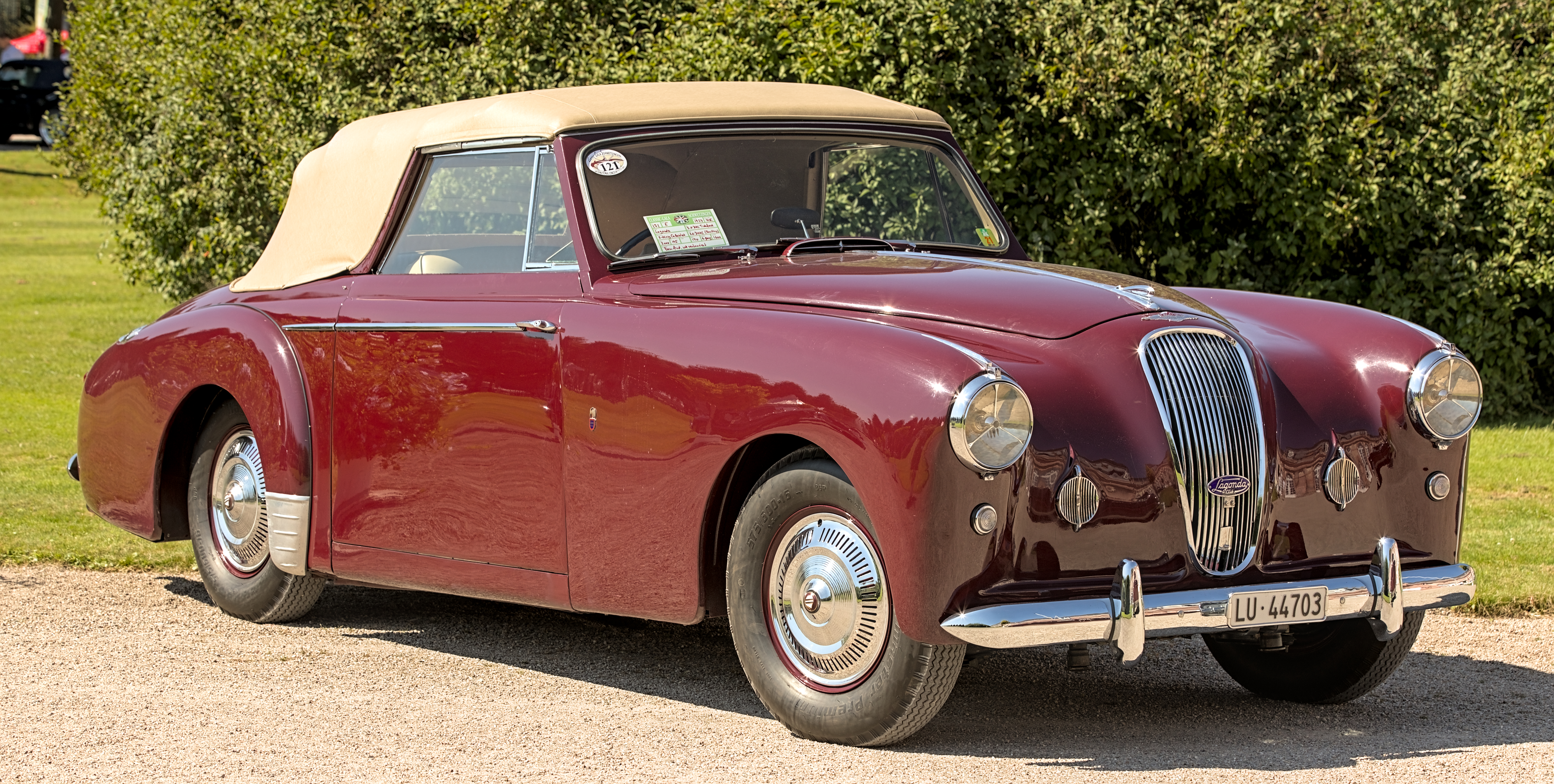
Lagonda 3 Litre dhc 1954